# Gammeltorv

Gammeltorv, med Sankt Petri kirke i bakgrunden, 1901. Skioptikonfoto: Sigurd Curman

Gammeltorv är danskt torg med oregelbunden form i Indre By i Köpenhamn. Det är Köpenhamns äldsta torg och är förenat med Nytorv. Det  ligger omedelbart söder om Strøget.
Tätorten Köpenhamn uppstod på ett sluttande markområde runt Vestergade, mellan de nuvarande torgen Gammeltorv och Rådhuspladsen. Området var sumpigt, och de boende vid nutida Strædet, där strandlinjen då låg, var tvungna att anlägga diken för att skydda hus och brunnar mot inträngning av saltvatten. Strax sydväst om Gammeltorv låg Köpenhamns äldsta kyrka Sankt Clemens Kirke. Gammeltorv antas ha anlagts i början av 1200-talet som en del av Absalon Hvides utbyggnad av staden.
I gamla tider hölls utomhus på Gammeltorv "byting", som leddes av stadsfogden. Ett första rådhus uppfördes vid okänd tidpunkt vid torget, och ett andra rådhus byggdes, vid nordöstra delen av torget, i slutet av 1300-talet. Ett tredje rådhus byggdes vid torgets södra del på 1400-talet. I början av 1600-talet beslöt kung Kristian IV att det tredje Köpenhamns rådhuset skulle byggas ut och moderniseras i nederländsk renässansstil och att rådhuset och dess omgivning skulle bli huvudstaden värdiga. En del av denna uppsnyggning var att anlägga Nytorv på baksidan av rådhuset.
De tredje rådhuset brann ned vid Köpenhamns brand 1728 och det fjärde på samma plats brann ned vid Köpenhamns brand 1795. Christian Frederik Hansen fick därefter i uppdrag att rita ett femte rådhus vid sydvästra hörnet av Nytorv, där det Kungliga Barnhemmet ("Det Kongelige Vajsenhus") stått före 1795 år brand. Detta rådhus uppfördes 1805–1810. I och med att platsen för rådhuset ändrades, kunde Gammeltorv och Nytorv förenas till ett och samma torg.
År 1749 lät Köpenhamns magistrat (borgmästaren och rådmännen) uppföra ett åttkantigt ärotempel på Gammeltorv för att fira den oldenburgska kungaättens 300-årsjubileum. 
Vid den senaste renoveringen av Gammeltorv och Nytorv 1992 blev platsen för de på 1700-talet nedbrunna två rådhusen markerad med ljus granit i stenläggningen på torget. 
På Gammeltorv står sedan 1608 Caritasfontänen, skapad i renässansstil.

## Bildgalleri

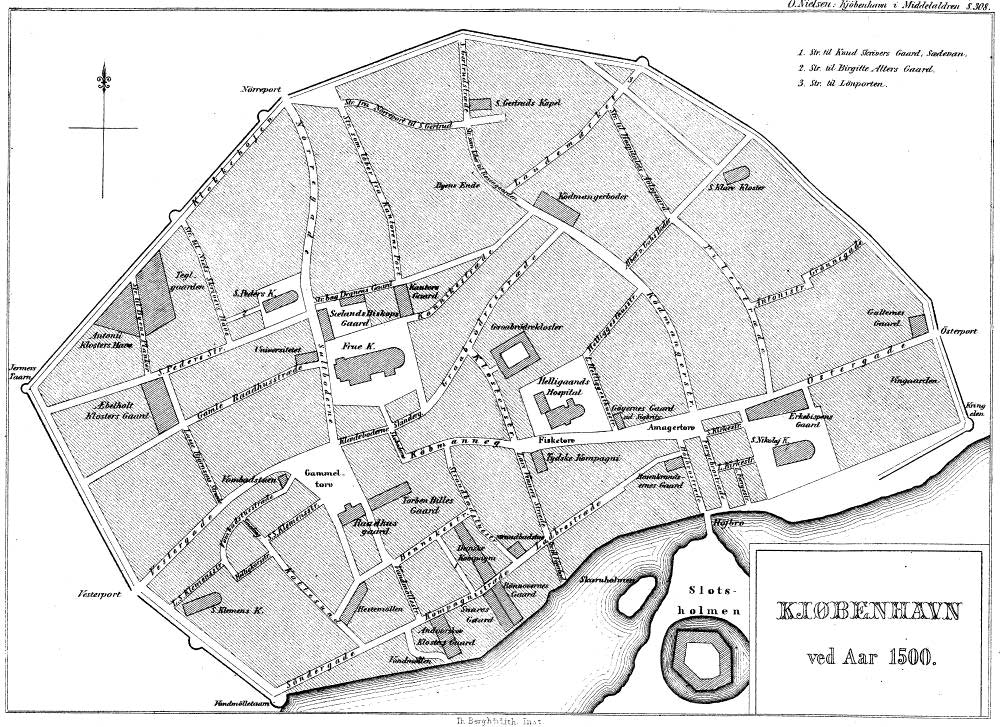
Köpenhamn omkring 1500
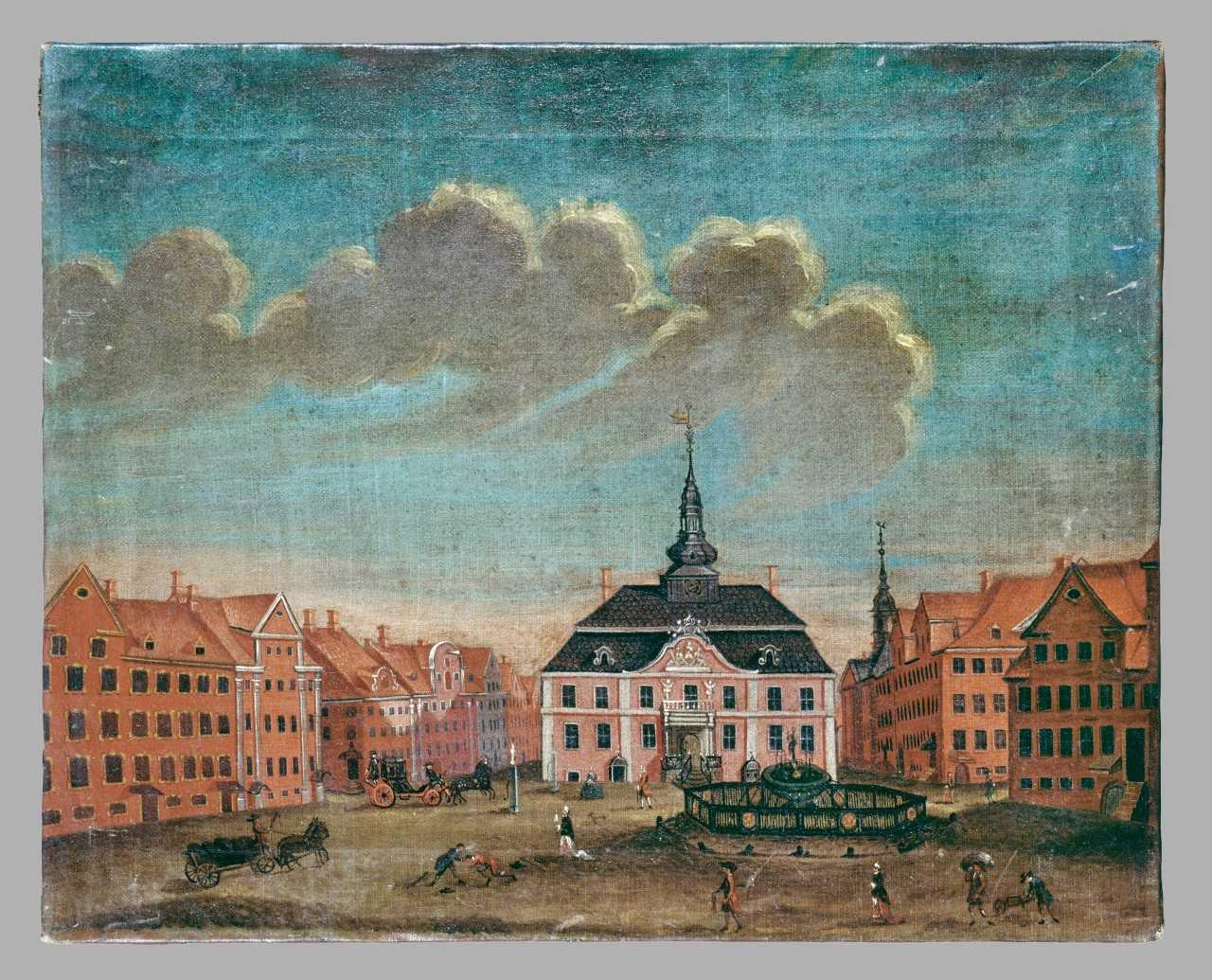
Det fjärde rådhuset, omkring 1750 på en målning av Johannes Rach (1720–1783)
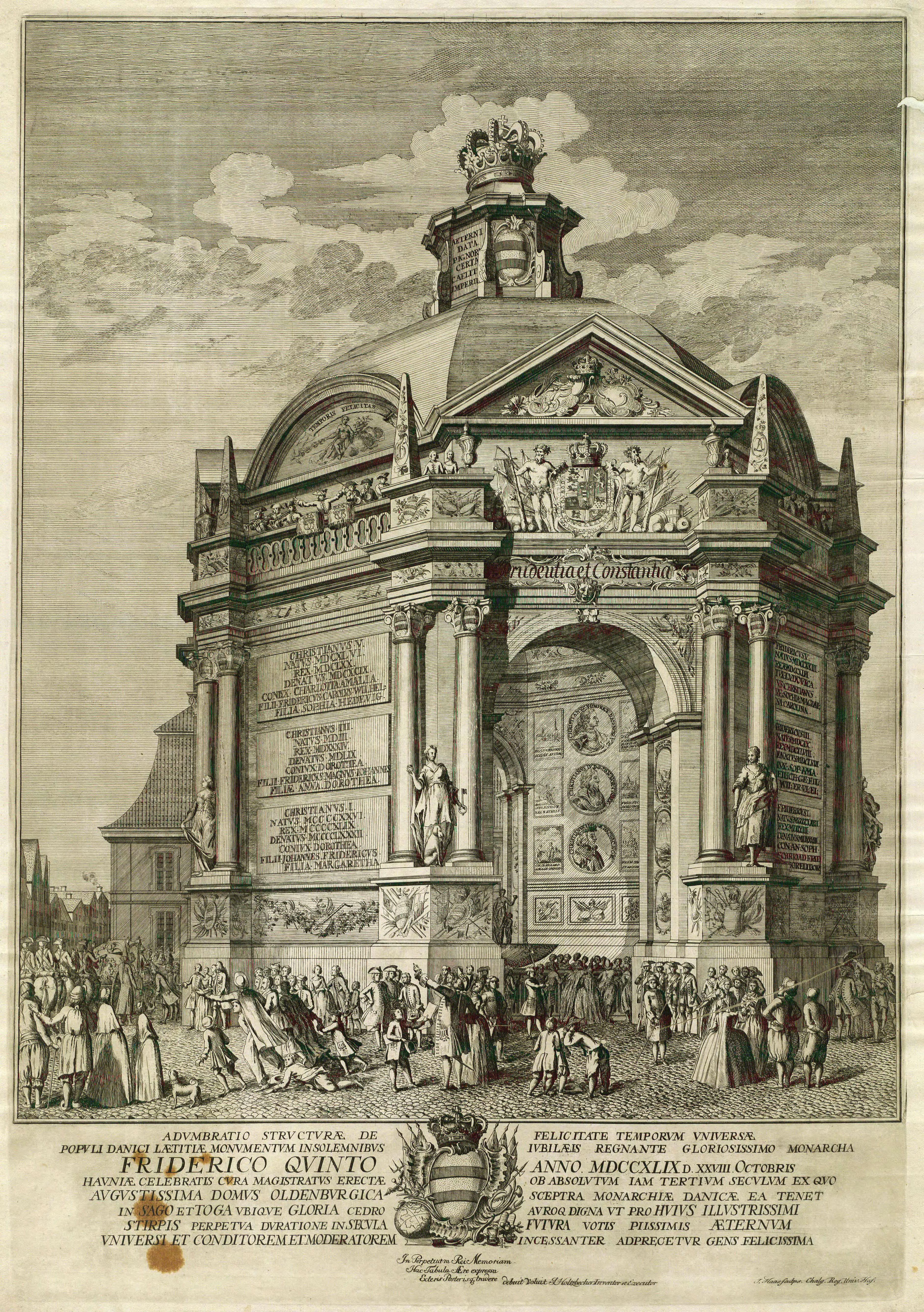
Magistratens ärotempel från 1749 till den oldenburgska kungaätten på Gammeltorv, kopparstick av Jonas Haas
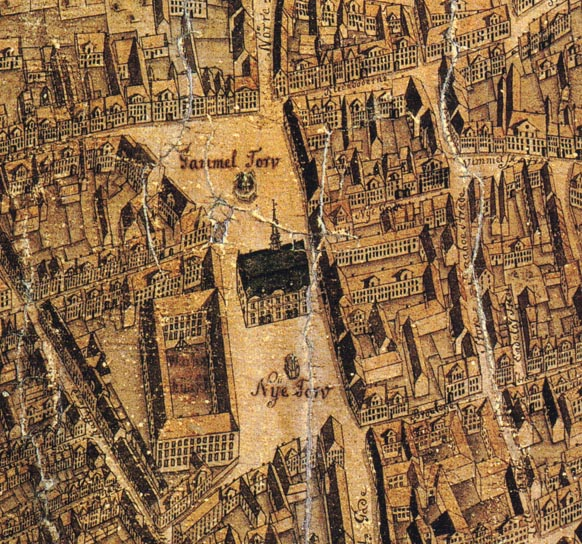
Gammeltorv och Nytorv, med det fjärde rådhuset emellan, 1761
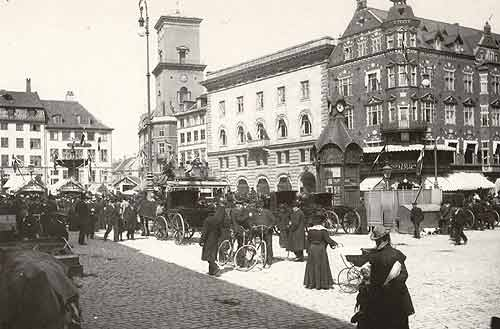
Gammeltorv med en telefonkiosk från 1896, senare flyttad till Tivoli, till höger i bilden
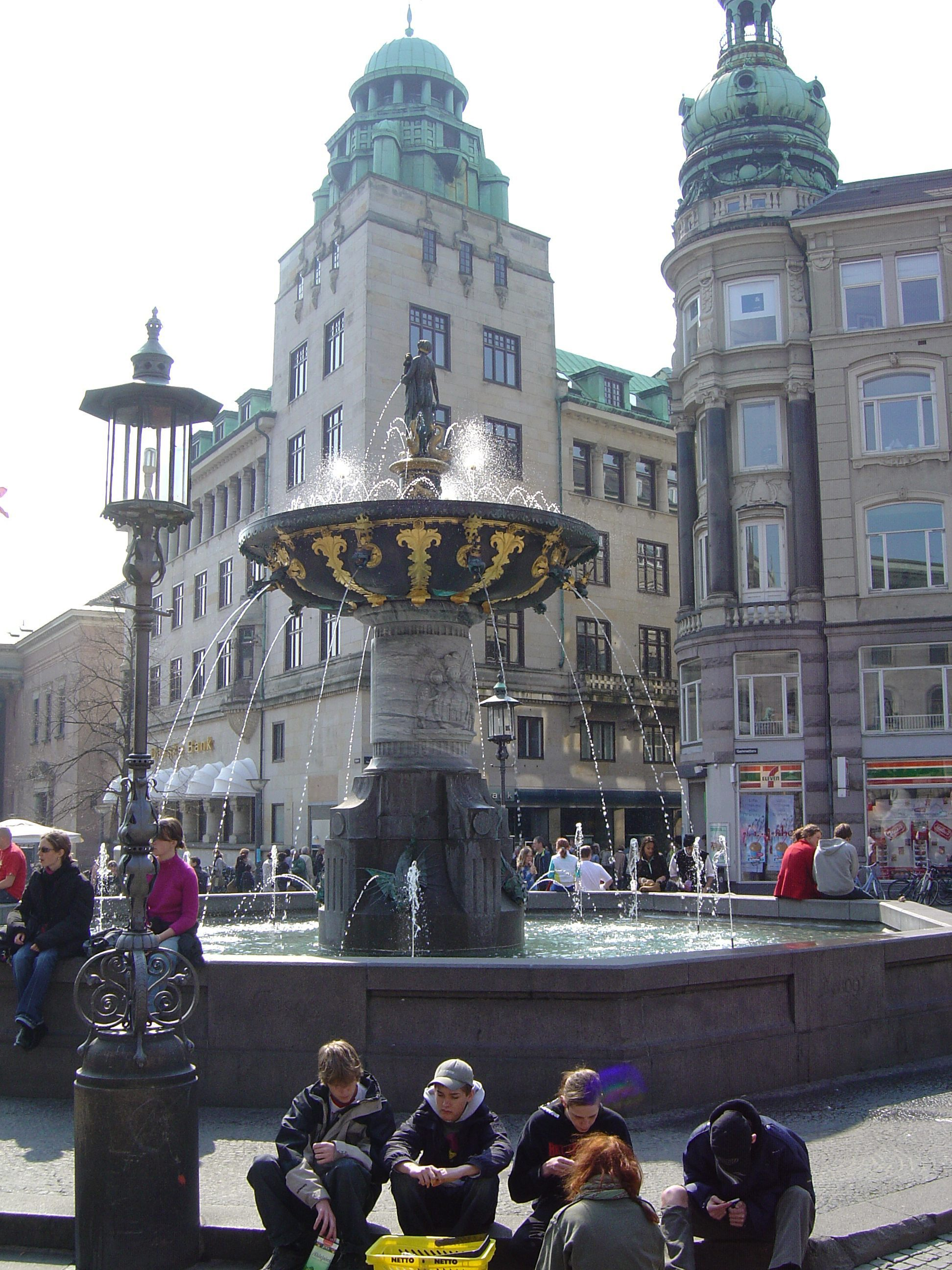
Caritasfontänen